# Мубарек Герай (сын Джанибека Герая)
Мубаре́к Гера́й (Гире́й) (крым. Mubarek Geray, مبارك كراى‎; ум. в январе 1635) — крымский нурэддин (1632—1635), сын крымского хана Джанибека Герая (1610—1623, 1628—1635).

## Биография
Зимой 1631 года по приказу османского правительства крымский хан Джанибек Герай организовал большой набег на Левобережную Украину, входившую в состав Речи Посполитой. В декабре 1631 — феврале 1632 годов 15-тысячное татарско-ногайское войско под предводительством царевича Мубарека Герая предприняло поход на города Лубны и Пирятин. Поход закончился неудачно. Многие татары и ногайцы, не захватив пленников, замерзли и потеряли своих лошадей.
В июне 1632 года Джанибек Герай расправился со своими сводными братьями. Калга Азамат Герай был убит, а его младшие братья, нурэддин Мубарек Герай и Сафа Герай, бежали в турецкие владения. Джанибек назначил новым калгой своего сводного брата Мехмеда Герая, а новым нурэддином — собственного сына Мубарека Герая.
Летом 1633 года нурэддин Мубарек Герай возглавил крупный опустошительный набег на южнорусские земли. 30-тысячное крымское войско под предводительством Мубарека по Изюмскому шляху вторглась в южные уезды Русского царства. 17 июля армия подошла под Ливны. Мубарек Герай разделил своё войско на небольшие отряды, которые стали опустошать и воевать близлежащие волости. Крымцы даже осмеливались нападать на посады и окрестности находившихся на их пути городов. 22 июля они подошли к Туле и дважды пытались осадить город, но русские ратники отразили противника. Войско миновало Тулу и двинулось вглубь московских владений. 24 июля Мубарек Герай с подошел к Серпухову на Оке. Часть войска переправилась через Оку, осаждала Серпухов и опустошила часть московского уезда. Сам Мубарек Герай с другой частью войска двинулся на Каширу и опустошил её окрестности. Отдельные отряды разорили Рязанский, Каширский, Коломенский, Зарайский, Серпуховской, Тарусский, Калужский, Алексинский, Пронский, Оболенский, Воротынский, Болховской, Белёвский и Ливенский уезды. По подсчету А. А. Новосельского, только в этих уездах было взято в полон около 6 тысяч жителей.
В январе 1635 года нурэддин Мубарек Герай, отправляясь в Черкессию, прибыл в Ени-Кале и там скончался. А весной того же 1635 года турецкий султан Мурад IV (1623—1640) отстранил от престола крымского хана Джанибека Герая, вызвал его в Стамбул и отправил в ссылку на остров Родос, где он скончался в следующем 1636 году.